# Senoculus
Famille
Genre
Synonymes
- Labdacus O. Pickard-Cambridge, 1873
- Stenoctenus Keyserling, 1879
- Neothereutes Holmberg, 1883

Senoculus est un genre d'araignées aranéomorphes, le seul de la famille des Senoculidae.

## Distribution

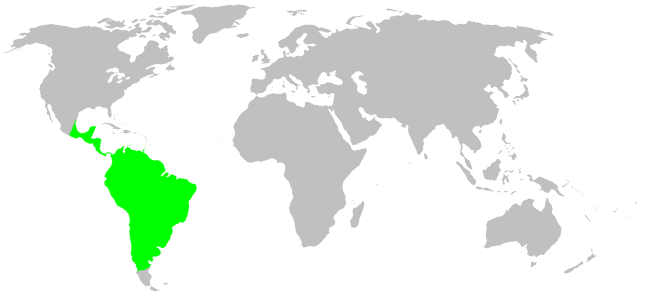
Distribution

Les espèces de ce genre se rencontrent en Amérique du Sud et en Amérique centrale.

## Liste des espèces
Selon World Spider Catalog (version 17.0, 09/05/2016) :
- Senoculus albidus (F. O. Pickard-Cambridge, 1897)
- Senoculus barroanus Chickering, 1941
- Senoculus bucolicus Chickering, 1941
- Senoculus cambridgei Mello-Leitão, 1927
- Senoculus canaliculatus F. O. Pickard-Cambridge, 1902
- Senoculus carminatus Mello-Leitão, 1927
- Senoculus darwini (Holmberg, 1883)
- Senoculus fimbriatus Mello-Leitão, 1927
- Senoculus gracilis (Keyserling, 1879)
- Senoculus guianensis Caporiacco, 1947
- Senoculus iricolor (Simon, 1880)
- Senoculus maronicus Taczanowski, 1872
- Senoculus minutus Mello-Leitão, 1927
- Senoculus monastoides (O. Pickard-Cambridge, 1873)
- Senoculus nigropurpureus Mello-Leitão, 1927
- Senoculus penicillatus Mello-Leitão, 1927
- Senoculus planus Mello-Leitão, 1927
- Senoculus plumosus (Simon, 1880)
- Senoculus prolatus (O. Pickard-Cambridge, 1896)
- Senoculus proximus Mello-Leitão, 1927
- Senoculus purpureus (Simon, 1880)
- Senoculus robustus Chickering, 1941
- Senoculus rubicundus Chickering, 1953
- Senoculus rubromaculatus Keyserling, 1879
- Senoculus ruficapillus (Simon, 1880)
- Senoculus scalarum Schiapelli & Gerschman, 1958
- Senoculus silvaticus Chickering, 1941
- Senoculus tigrinus Chickering, 1941
- Senoculus uncatus Mello-Leitão, 1927
- Senoculus wiedenmeyeri Schenkel, 1953
- Senoculus zeteki Chickering, 1953

## Publications originales
- Taczanowski, 1872 : Les aranéides de la Guyane française. Horae Societatis entomologicae Rossicae, vol. 9, p. 64-112.
- Simon, 1890 : Études arachnologiques. 22e Mémoire. XXXIV. Étude sur les arachnides de l'Yemen. Annales de la Société Entomologique de France, sér. 6, vol. 10, p. 77-124 (texte intégral).